# Aaron Pettway
Aaron Pettway (ur. 4 stycznia 1980 w Mobile) – amerykański koszykarz występujący na pozycji środkowego, aktualnie zawodnik zespołu ligi greckiej - PAOK Saloniki.

## Życiorys
Po ukończeniu szkoły średniej mierzący 211 cm koszykarz poszedł do wojska. Trafił do jednostek Air Force. W wolnych chwilach grał w koszykówkę. Po czterech latach służby wojskowej dostał ofertę od Oklahoma State University z której skorzystał. W drugim roku swojej gry tam zdobywał średnio 1,0 punktu i 1,3 zbiórki na mecz. W 2006 r. został wybrany w drafcie USBL przez Oklahoma Storm w drugiej rundzie z 14 numerem. Zdobywał średnio 2,7 punktu w 12,5 minutach spędzanych na parkiecie. Później Pattway przeniósł się do Polski, do Kageru Gdynia. Występował z numerem 11 i był podstawowym zawodnikiem zespołu. Na parkiecie przebywał średnio 25,2 minuty, miał wysoką skuteczność (średnia sezonu - 9,4 punktu na mecz). Jego rekordem było zdobycie 27 punktów przeciw Anwilowi Włocławek. Posiadał także dobre statystyki w zbiórkach - 7,8 na mecz. Najwięcej piłek zebrał w meczu przeciwko Polpharmie Starogardowi Gdańskiemu – 16. Jest rozpoznawalny przez wykonywanie widowiskowych wsadów. Przysporzyły mu one wielu zwolenników wśród kibiców w Gdyni. Z zespołem beniaminka dotarł do ćwierćfinału Pucharu Polski). Wystąpił w meczu Meczu Gwiazd 2007, który został rozegrany we Wrocławiu. Po tym sezonie przeniósł się na krótko do ligi tureckiej do zespołu Antalya Buyuksehir Belediye, jednak już w październiku 2007 r. podpisał kontrakt z francuskim zespołem Strasbourg IG. Notował tam statystyki na poziomie 8,1 punktu i 5,7 zbiórek w sezonie 2007/08. Występował też w NBA Summer League w 2008 r. w zespole Memphis Grizzlies. Po sezonie przerwy, we wrześniu 2009 podpisał kontrakt z łotewską drużyną BC Ventspils. W styczniu 2010 roku opuścił zespół i miesiąc później przeszedł do Dnipro Dniepropetrowsk. Sezon 2010/2011 zaczął w Chorwacji, w zespole Cedevity Zagrzeb, jednak w grudniu 2010 wrócił do Dniepropietrowska. Od 2011 zawodnik Olimpico LB, klubu ligi argentyńskiej. W styczniu 2012 podpisał kontrakt z PAOK Saloniki

## Przebieg kariery
- 2004-2006 Oklahoma State (NCAA)
- 2006 Oklahoma Storm (USBL)
- 2006-2007 Kager Gdynia
- 2007 Antalya Buyuksehir Belediye
- 2007-2008 Strasbourg IG
- 2008 Memphis Grizzlies (Liga Letnia NBA w Las Vegas)
- 2009–2010 BK Windawa
- 2010 Dnipro Dniepropetrowsk
- 2010- Cedevita Zagrzeb
- 2010- 2011 Dnipro Dniepropetrowsk
- 2011- 2012 Olimpico LB
- 2012- PAOK Saloniki
- 2012- KK Anwil Wloclawek

## Osiągnięcia
NCAA
- Mistrz konferencji Big 12 (2005)
- Uczestnik rozgrywek NCAA Sweet 16 ligi (2005)

Drużynowe
- Mistrz dywizji Midwestern w lidze USBL (2006)
- Mistrz ligi USBL po regularnym sezonie (2006)
- Półfinał ligi USBL (2006)
- Puchar Ukrainy (2011)

Indywidualne
- Uczestnik meczu gwiazd PLK (2007)[13]
- Lider PLK w blokach (2007)[14]
- Liderzy PLK w skuteczności rzutów z gry (2007)[14]

## Statystyki podczas występów w PLK
| Sezon     | Drużyna | M  | S5 | MPG  | FG% | 3P% | FT% | RPG | APG | SPG | BPG | PPG |
| --------- | ------- | -- | -- | ---- | --- | --- | --- | --- | --- | --- | --- | --- |
| 2006/2007 | Kager   | 36 | 25 | 25,2 | 64% | 0%  | 56% | 7,2 | 0,5 | 0,8 | 1,9 | 9,5 |